# Veronica chayuensis
Veronica chayuensis är en grobladsväxtart som beskrevs av Hong De-Yuan. Veronica chayuensis ingår i släktet veronikor, och familjen grobladsväxter. Inga underarter finns listade i Catalogue of Life.